# Plan de Perote
El Plan de Perote fue un pronunciamiento realizado el 16 de septiembre de 1828 por el vicegobernador de Veracruz, Antonio López de Santa Anna. Su objetivo era desconocer el resultado de las elecciones presidenciales de los Estados Unidos Mexicanos que habían favorecido a Manuel Gómez Pedraza.

## Marco histórico
Durante las segundas elecciones presidenciales en México, se presentaron como candidatos, Manuel Gómez Pedraza, Anastasio Bustamante, Vicente Guerrero, Melchor Múzquiz, e Ignacio Godoy. Las elecciones indirectas favorecieron a Gómez Pedraza con once votos, y en segundo lugar a Guerrero con nueve votos. El ganador había sido favorito del ministro de Justicia, Miguel Ramos Arizpe, y de una asociación informal autodenominada los imparciales, también conocida como los novenarios. Por su parte, Guerrero fue apoyado por Lorenzo de Zavala y por la agrupación conocida como los guadalupes quienes habían emergido de la logia masónica de los yorkinos.

## Pronunciamiento
Descontento con los resultados electorales, el general Santa Anna se levantó en armas el 12 de septiembre. Fue apoyado por los habitantes y agricultores de Xalapa y Orizaba, pero la diputación provincial lo declaró fuera de la ley. Decidió trasladarse a la fortaleza de San Carlos de Perote para atrincherarse. El 16 hizo público su manifiesto dirigido a los pueblos del Eje Neovolcánico.

Cuando los pueblos se ven oprimidos: cuando se contrarían sus más fervientes deseos dirigidos exclusivamente a la conservación de su cara libertad, y cuando sus justos clamores son desoídos por aquellos mismos en que ha depositado su suerte, la soberanía, y el don más precioso cual es el de confiar su futura felicidad, no les queda otro recurso que el derecho sagrado de insurrección ¡tal es hoy lo que toca a la desgraciada nación mexicana!
Arenga inicial del Plan de Perote

Tras sus planteamientos y justificaciones, se estipulaban cinco artículos:
1) No se admitía a Manuel Gómez Pedraza ni como presidente ni como vicepresidente.
2) Se impulsaba una ley para expulsar a los españoles residentes en el país.
3) Afianzada la paz y el sistema federal, Vicente Guerrero debería ser electo presidente de la República.
4) Las legislaturas que habían contrariado el voto del pueblo, deberían realizar nuevas elecciones para evitar una guerra civil.
5) El autodenominado Ejército Libertador

## Reacciones y consecuencias
Santa Anna partió hacia Oaxaca pasando por Tehuacán, fue perseguido por los generales Manuel Rincón y José María Calderón. En la ciudad de Oaxaca, hábilmente, intentó convencer a sus perseguidores para formar una alianza y así evitar el derramamiento de sangre, pero su estrategia no funcionó. Mientras tanto, el pronunciamiento a favor de Guerrero fue seguido por Juan Álvarez e Isidoro Montes de Oca en Acapulco y Taxco, así como por Lorenzo de Zavala y José María Lobato en la capital.
El 30 de noviembre, dio inicio el motín de la Acordada y los saqueos al Parián con una plebe incontrolable que gritaba al unísono «¡No se borra con lechada el borrón de la Acordada!, ¡viva Guerrero y Lobato y viva lo que arrebato!». En consecuencia, Gómez Pedraza abandonó el país. En abril de 1829, el Congreso de la Unión —en una flagrante transgresión a la Constitución de 1824—  declaró presidente a Vicente Guerrero y vicepresidente a Anastasio Bustamante; casi al mismo tiempo se aprobó y expidió la Ley de expulsión de los españoles. Por órdenes del Supremo Gobierno Santa Anna firmó un acuerdo de paz en Oaxaca, poco tiempo después, inició una amistad con el nuevo presidente, la cual culminó en un compadrazgo.